# Is There Anybody Out There?
Is There Anybody Out There? The Wall Live Pink Floyd 1980-1981 és un doble àlbum enregistrat en directe del grup britànic Pink Floyd aparegut l'any 2000. Fou enregistrat durant la gira de The Wall, entre 1980 i 1981, molt famosa per la una logística excepcional: es construïa un mur en escena que anava separant el grup del públic fins al tema Goodbye Cruel World, i després es destruïa amb el tema The Trial, seguit del recitat de l'òpera-rock que era la gira.
La caràtula de l'àlbum es compon de quatre màsqueres amb l'efígie dels quatre membres del grup, que portaven quatre músics addicionals que tocaven els tema In the Flesh? i In the Flesh.
L'àlbum conté tots els títols del disc The Wall i tres temes inèdits:
- MC:Atmos, el discurs introductori del concert, pronunciat per Gary Yudman i que es passava a baixa velocitat al tema In the Flesh;
- What Shall We Do Now?, també present en la bso del film The Wall;
- The Last Few Bricks, un medley de temes de la primera part que variava d'un concert a un altre.

## Llista de temes

### CD 1
1. Master of Ceremonies – 1:13
2. In the Flesh? – 3:00
3. The Thin Ice – 2:49
4. Another Brick in the Wall part 1 – 4:13
5. The Happiest Days of Our Lives – 1:40
6. Another Brick in the Wall part 2 – 6:19
7. Mother – 7:54
8. Goodbye Blue Sky – 3:15
9. Empty Spaces – 2:14
10. What Shall We Do Now? – 1:40
11. Young Lust – 5:17
12. One of My Turns – 3:41
13. Don't Leave Me Now – 4:08
14. Another Brick in the Wall part 3 – 1:15
15. The Last Few Bricks – 3:26
16. Goodbye Cruel World – 1:41

### CD 2
1. Hey You – 4:55
2. Is There Anybody Out There? – 3:09
3. Nobody Home – 3:15
4. Vera – 1:27
5. Bring the Boys Back Home – 1:20
6. Comfortably Numb – 7:26
7. The Show Must Go On – 2:35
8. MC:Atmos – 0:37
9. In the Flesh – 4:23
10. Run Like Hell – 7:05
11. Waiting for the Worms – 4:14
12. Stop – 0:30
13. The Trial – 6:01
14. Outside the Wall – 4:27

## Crèdits
- David Gilmour
- Nick Mason
- Roger Waters
- Rick Wright

amb
- Andy Bown — baix
- Snowy White — guitarra (1980)
- Andy Roberts — guitarra(1981)
- Willie Wilson — bateria
- Peter Woods — teclats
- John Joyce — cors
- Stan Farber — cors
- Jim Haas — cors
- Joe Chemay — cors